# Dear Basketball
Dear Basketball är en animerad amerikansk kortfilm, baserad på ett avskedsbrev av den före detta basketspelaren Kobe Bryant. Filmen skildrar Bryants kärlek till sporten. Filmen vann en Oscar i kategorin "bästa animerade kortfilm" vid Oscarsgalan 2018.